# David di Donatello per la migliore sceneggiatura adattata
Il David di Donatello per la migliore sceneggiatura non originale o adattata è un premio cinematografico assegnato annualmente nell'ambito dei David di Donatello, a partire dall'edizione del 2017. Sostituisce assieme al David di Donatello per la migliore sceneggiatura originale il precedente David di Donatello per la migliore sceneggiatura.

## Vincitori e candidati

### Anni 2010
- 2017
  - Gianfranco Cabiddu, Ugo Chiti e Salvatore De Mola - La stoffa dei sogni
  - Fiorella Infascelli e Antonio Leotti -  Era d'estate
  - Edoardo Albinati, Marco Bellocchio e Valia Santella - Fai bei sogni
  - Francesco Patierno - Naples '44
  - Francesca Marciano, Valia Santella e Stefano Mordini - Pericle il nero
  - Massimo Gaudioso - Un paese quasi perfetto

- 2018
  - Fabio Grassadonia e Antonio Piazza - Sicilian Ghost Story
  - Barbara Alberti, Davide Barletti, Lorenzo Conte e Carlo D'Amicis - La guerra dei cafoni
  - Gianni Amelio e Alberto Taraglio - La tenerezza
  - Paolo Genovese e Isabella Aguilar - The Place
  - Paolo e Vittorio Taviani - Una questione privata
- 2019
  - Luca Guadagnino, Walter Fasano e James Ivory - Chiamami col tuo nome (Call Me by Your Name)
  - Stephen Amidon, Francesca Archibugi, Paolo Virzì e Francesco Piccolo - Ella & John - The Leisure Seeker (The Leisure Seeker)
  - Stefano Mordini e Massimiliano Catoni - Il testimone invisibile
  - Zerocalcare, Oscar Glioti, Valerio Mastandrea e Johnny Palomba - La profezia dell'armadillo
  - Luca Miniero e Nicola Guaglianone - Sono tornato

### Anni 2020
- 2020
  - Maurizio Braucci e Pietro Marcello - Martin Eden
  - Mario Martone e Ippolita di Majo - Il sindaco del rione Sanità
  - Jean-Luc Fromental, Thomas Bidegain e Lorenzo Mattotti - La famosa invasione degli orsi in Sicilia
  - Claudio Giovannesi, Roberto Saviano e Maurizio Braucci - La paranza dei bambini
  - Matteo Garrone e Massimo Ceccherini - Pinocchio

- 2021
  - Marco Pettenello e Gianni Di Gregorio - Lontano lontano
  - Salvatore Mereu - Assandira
  - Francesco Piccolo, Domenico Starnone e Daniele Luchetti - Lacci
  - Stefano Mordini, Francesca Marciano e Luca Infascelli - Lasciami andare
  - Pupi Avati e Tommaso Avati - Lei mi parla ancora

- 2022
  - Monica Zapelli, Donatella Di Pietrantonio - L'arminuta
  - Manetti Bros., Michelangelo La Neve - Diabolik
  - Massimo Gaudioso, Luca Infascelli, Stefano Mordini - La scuola cattolica
  - Filippo Gravino, Guido Iuculano, Claudio Cupellini - La terra dei figli
  - Nanni Moretti, Federica Pontremoli, Valia Santella - Tre piani
  - Lirio Abbate, Serena Brugnolo, Adriano Chiarelli, Francesco Costabile - Una femmina

- 2023
  - Felix Van Groeningen, Charlotte Vandermeersch - Le otto montagne
  - Salvatore Mereu - Bentu
  - Massimo Gaudioso, Kim Rossi Stuart - Brado
  - Francesca Archibugi, Laura Paolucci, Francesco Piccolo - Il colibrì
  - Mario Martone, Ippolita Di Majo - Nostalgia

- 2024
  - Marco Bellocchio, Susanna Nicchiarelli, Edoardo Albinati e Daniela Ceselli – Rapito
  - Pietro Marcello, Maurizio Braucci e Maud Ameline – Le vele scarlatte
  - Giorgio Diritti e Fredo Valla – Lubo
  - Emma Dante, Elena Stancanelli e Giorgio Vasta – Misericordia
  - Sydney Sibilia e Armando Festa – Mixed by Erry

- 2025
  - Valeria Golino, Luca Infascelli, Francesca Marciano, Valia Santella e Stefano Sardo – L'arte della gioia
  - Gianni Amelio e Alberto Taraglio – Campo di battaglia
  - Adriano Chiarelli, Francesco Costabile e Vittorio Moroni – Familia
  - Roberto Proia – Il ragazzo dai pantaloni rosa
  - Gabriele Salvatores – Napoli - New York